# Paraschizidium hispanum
Paraschizidium hispanum är en kräftdjursart som beskrevs av Arcangeli1935. Paraschizidium hispanum ingår i släktet Paraschizidium och familjen klotgråsuggor. Inga underarter finns listade i Catalogue of Life.